# Nước tonic

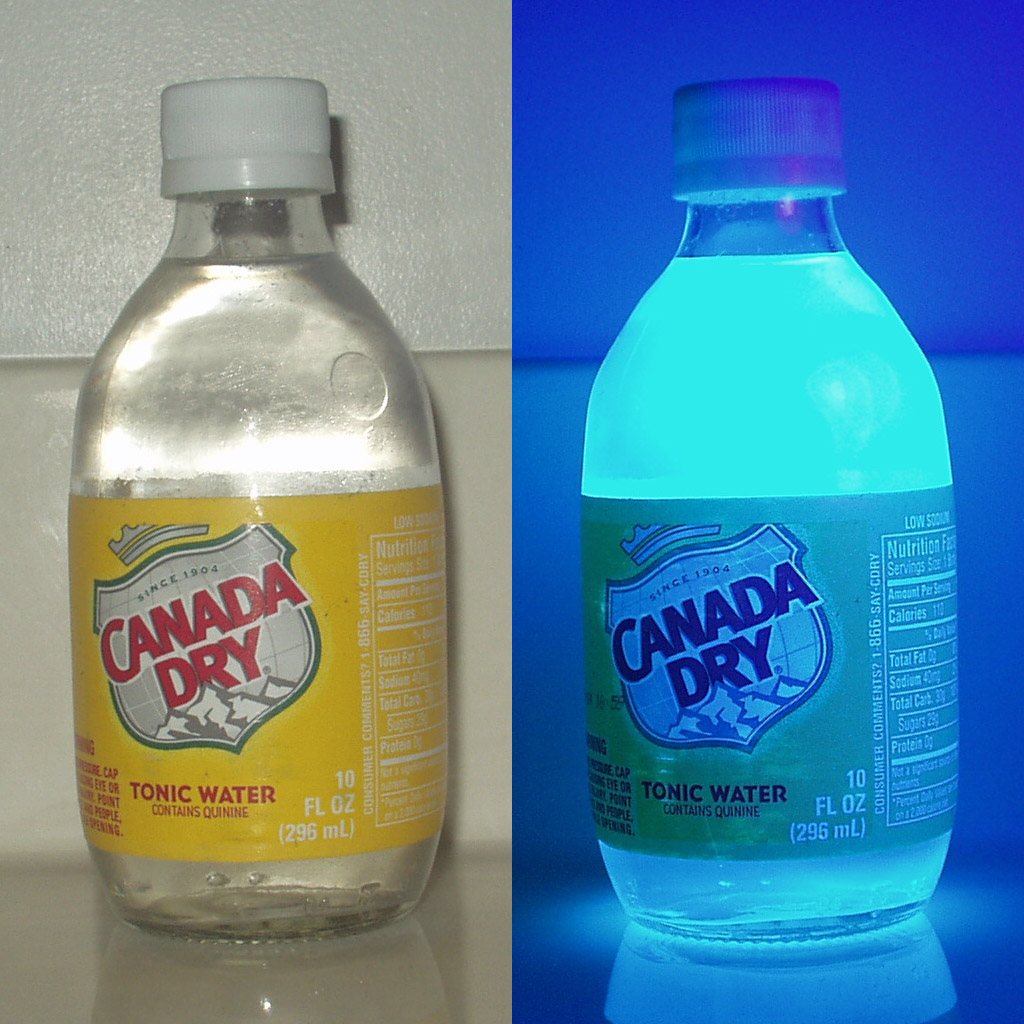
Dưới ánh sáng cực tím, quinine trong nước tonic phát ra ánh sáng huỳnh quang.

Nước tonic (hay nước tonic Ấn Độ) là một loại nước ngọt có ga trong đó quinine được hòa tan. Ban đầu được sử dụng như một chất dự phòng chống sốt rét, nước tăng lực thường có hàm lượng quinine thấp hơn đáng kể và được sử dụng cho hương vị đắng đặc trưng của nó, mặc dù ngày nay nó cũng thường được làm ngọt. Nó thường được sử dụng trong đồ uống hỗn hợp, đặc biệt là rượu gin và tonic.

## Lịch sử
Bột quinine có vị đắng đến nỗi các quan chức Anh đóng quân ở Ấn Độ đầu thế kỷ 19 và các đồn nhiệt đới khác, nơi quinine dược phẩm được khuyên dùng để trộn bột với soda và đường, và nước tonic đã được tạo ra. Nước tonic thương mại đầu tiên được sản xuất vào năm 1858. Thức uống hỗn hợp gin và tonic cũng có nguồn gốc từ Ấn Độ thời thuộc địa Anh, khi người Anh trộn thuốc quinine với rượu gin.
Kể từ năm 2010, ít nhất bốn xi-rô tonic có bán ở Mỹ. Người tiêu dùng thêm nước có ga vào xi-rô để tạo ra nước tonic, cho phép người uống điều chỉnh cường độ hương vị.